# Маремана (Фиренца)
Маремана је насеље у Италији у округу Фиренца, региону Тоскана.
Према процени из 2011. у насељу је живело 483 становника. Насеље се налази на надморској висини од 48 м.